# Championnat du Chili de football 1950
Navigation
Saison précédente Saison suivante

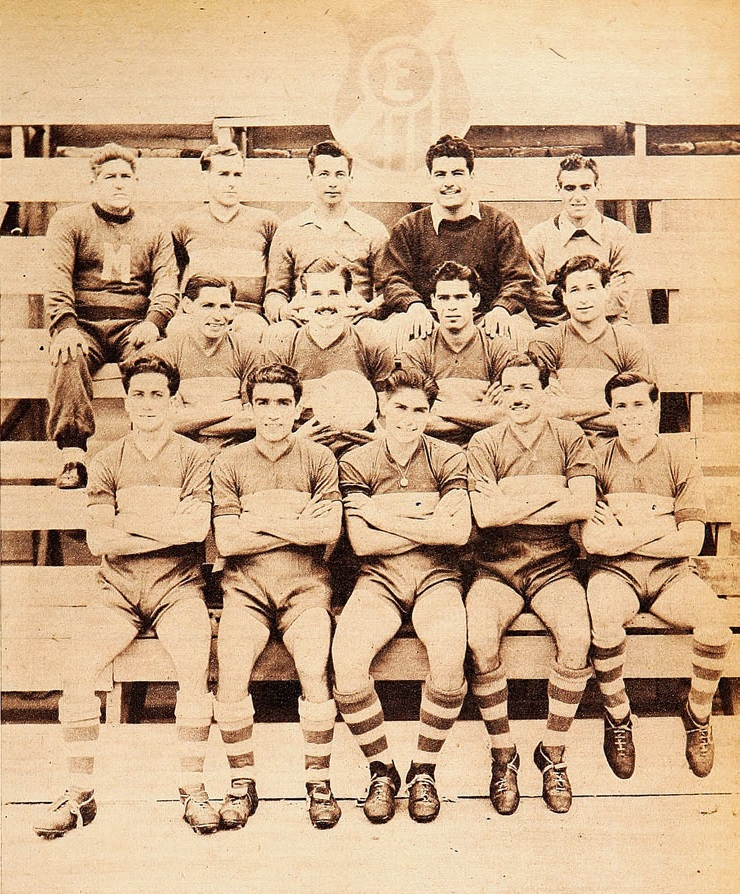

La saison 1950 du Championnat du Chili de football est la dix-huitième édition du championnat de première division au Chili. Les douze meilleures équipes du pays sont regroupées au sein d'une poule unique, où elles s'affrontent deux fois, à domicile et à l'extérieur; à l'issue de la compétition, il n'y a ni promotion, ni relégation.
C'est le CD Everton de Viña del Mar qui remporte la compétition, après avoir battu lors du match pour le titre l'Unión Española, les deux clubs ayant terminé à égalité en tête du classement. C'est le tout premier titre de champion du Chili de l'histoire du club.
Avant le début du championnat, le club relégué de la saison dernière, Santiago Badminton FC et le champion de D2, CD Ferroviarios de Chile fusionnent pour créer le club de Ferrobádminton.

## Les clubs participants
| - Deportes Magallanes - Colo Colo - Ferrobádminton - CF Universidad de Chile - Unión Española - Santiago Wanderers | - Club Deportivo Social y Cultural Iberia - CD Universidad Católica - Audax Italiano - CD Santiago Morning - CD Green Cross - CD Everton de Viña del Mar |

## Compétition
Le barème utilisé pour établir le classement est le suivant :
- Victoire : 2 points
- Match nul : 1 point
- Défaite : 0 point

### Classement
| Rang | Équipe                                  | Pts | J  | G  | N | P  | Bp | Bc | Diff |
| ---- | --------------------------------------- | --- | -- | -- | - | -- | -- | -- | ---- |
| 1    | Everton de Viña del Mar                 | 30  | 22 | 12 | 6 | 4  | 56 | 33 | +23  |
| 2    | Unión Española                          | 30  | 22 | 12 | 6 | 4  | 57 | 42 | +15  |
| 3    | Colo Colo                               | 29  | 22 | 11 | 7 | 4  | 42 | 30 | +12  |
| 4    | Santiago Wanderers                      | 27  | 22 | 10 | 7 | 5  | 40 | 32 | +8   |
| 5    | Audax Italiano                          | 25  | 22 | 9  | 7 | 6  | 53 | 47 | +6   |
| 6    | CD Santiago Morning                     | 22  | 22 | 9  | 4 | 9  | 53 | 51 | +2   |
| 7    | Ferrobádminton                          | 21  | 22 | 8  | 5 | 9  | 47 | 51 | -4   |
| 8    | Deportes Magallanes                     | '21 | 22 | 9  | 3 | 10 | 39 | 46 | -7   |
| 9    | CD Green Cross                          | 17  | 22 | 5  | 7 | 10 | 53 | 60 | -7   |
| 10   | CF Universidad de Chile                 | 16  | 22 | 6  | 4 | 12 | 39 | 47 | -8   |
| 11   | CD Universidad Católica T               | 14  | 22 | 4  | 6 | 12 | 33 | 50 | -17  |
| 12   | Club Deportivo Social y Cultural Iberia | 12  | 22 | 3  | 6 | 13 | 38 | 61 | -23  |

|  | Participation au match pour le titre |
|  | T : Tenant du titre                  |

### Match pour le titre
| 14 janvier 1951 | Everton de Viña del Mar | 1 - 0 a.p. | Unión Española | Estadio Nacional, Santiago du Chili                |                                                    |
|                 | Meléndez 104e           |            |                | Spectateurs : 42 551 Arbitrage : Williams Crawford | Spectateurs : 42 551 Arbitrage : Williams Crawford |

## Bilan de la saison
| Championnat du Chili de football 1950 |                                     |
| Champion                              | Everton de Viña del Mar (1er titre) |
| Promotions et relégations             |                                     |
| Promus en Primera División            | Aucun                               |
| Relégués en Segunda División          | Aucun                               |